# Rueland Frueauf starší
Rueland Frueauf starší (* kolem 1440, Obernberg am Inn – 1507 Passau) byl pozdně gotický rakouský malíř, otec malíře Ruelanda Frueaufa mladšího (1470–1547).

## Život
Frueauf je autorem fresek v několika kostelech ve svém rodišti Obernberg am Inn. V letech 1470–1480 žil v Salcburku (občanem 1478). Některé zdroje uvádějí, že mohl být žákem Konrada Laiba, ale ten je doložen v Salcburku pouze do roku 1460. Od roku 1480 byl Frueauf občanem Passau. Roku 1484 cestoval do Nizozemska. V jeho dílně pracoval také Mistr oltáře z Grossgmain.

## Dílo
Frueauf upustil od pozdně gotického realismu a prostorové iluze. Je pro něj typická robustnost figur, zahalených do bohatých tkanin, a chladná a vyvážená barevnost pozadí, které působí abstraktně. Jindy užívá syté barvy na zlatém pozadí. Tváře postav, které často připomínají Pietera Brueghela staršího, jsou nositelem dramatického napětí jeho obrazů.
Spolu s Michaelem Pacherem, se kterým spolupracoval na oltáři pro františkánský kostel v Salcburku, je považován za nejvýznamnějšího umělce alpské oblasti konce 15. století. Je autorem 2 m vysokého křídlového oltáře z roku 1490–91 s pašijovými scénami a se scénami z života Panny Marie na zadní straně. Oltář byl později rozdělen a jeho devět částí je nyní ve vídeňském Belvederu.
Je mu přisuzován také křídlový oltář z hradní kaple Freudensee, přenesený do farního kostela sv. Víta v Hauzenbergu. Autorství oltáře s pašijovými scénami z Regensburgu je sporné.

### Známá díla
- 1475 Křídlový oltář se 12 pašijovými scénami, Regensburg
- 1480 fresky v městské radnici, Pasov
- 1487 oltář augustiniánského kostela, Norimberk
- 1491 křídlový oltář se scénami Utrpení Krista, na zadní straně scény ze života Panny Marie, Pasov, nyní Belvedere Vídeň
- 1500 Portrét mladého muže, Vídeň
- další díla jsou v muzeích: Budapešť (Zvěstování), Cambridge (Massachusetts) (Navštívení P. Marie), Freising a Herzogenburg (Obětování Panny v chrámu), Mnichov (Bolestný Kristus), Praha, Florian (Smrt Panny Marie), Benátky, Mus.Correr (Zrození, Prezentace v chrámu)

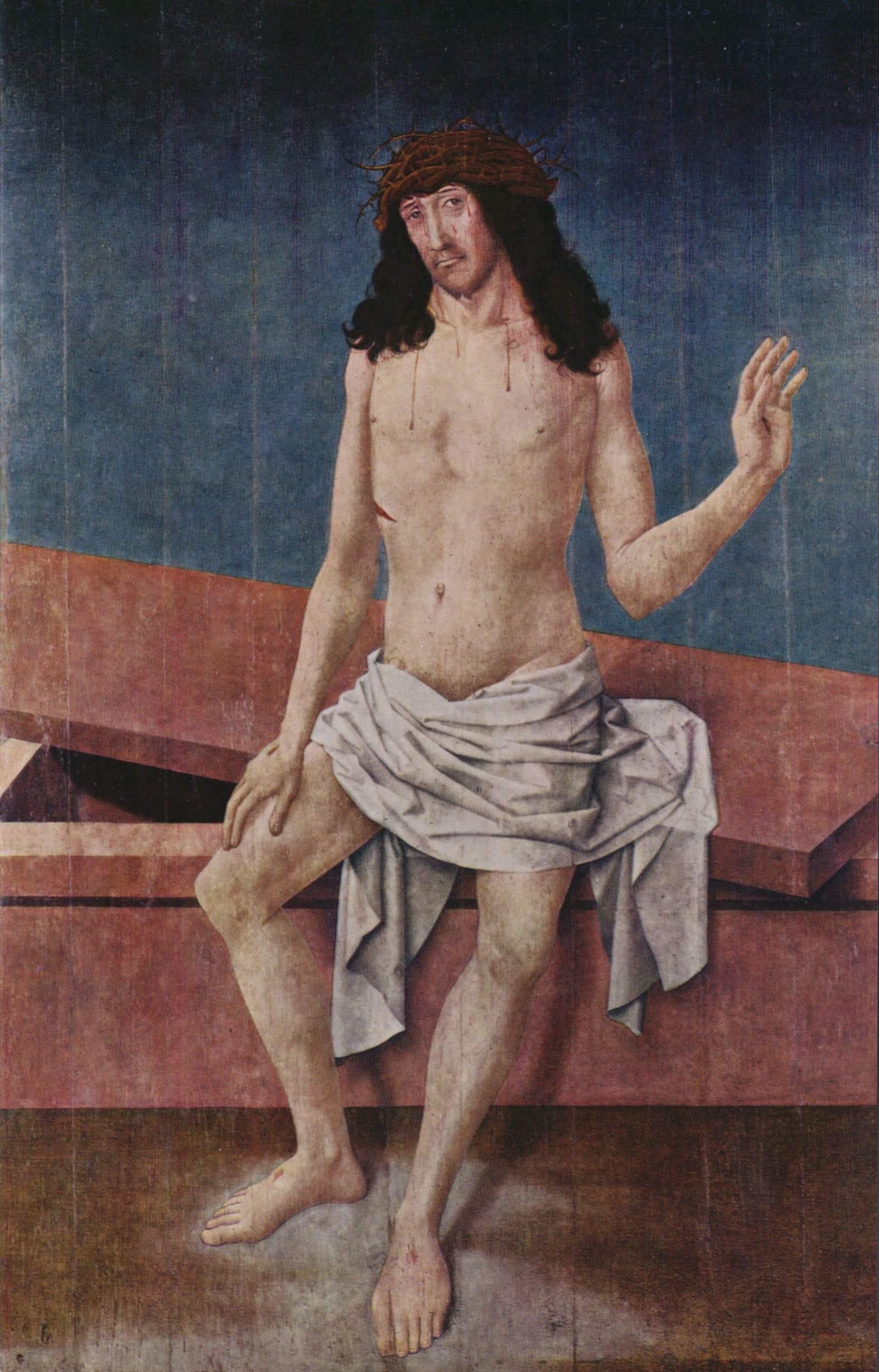
Bolestný Kristus
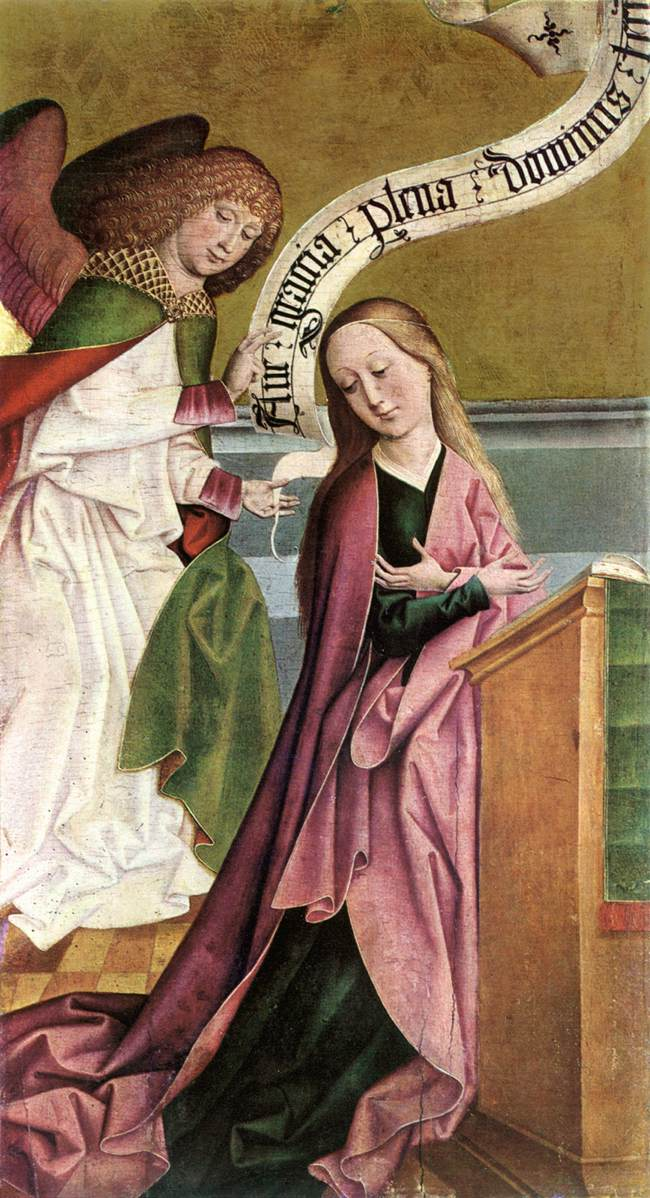
Zvěstování
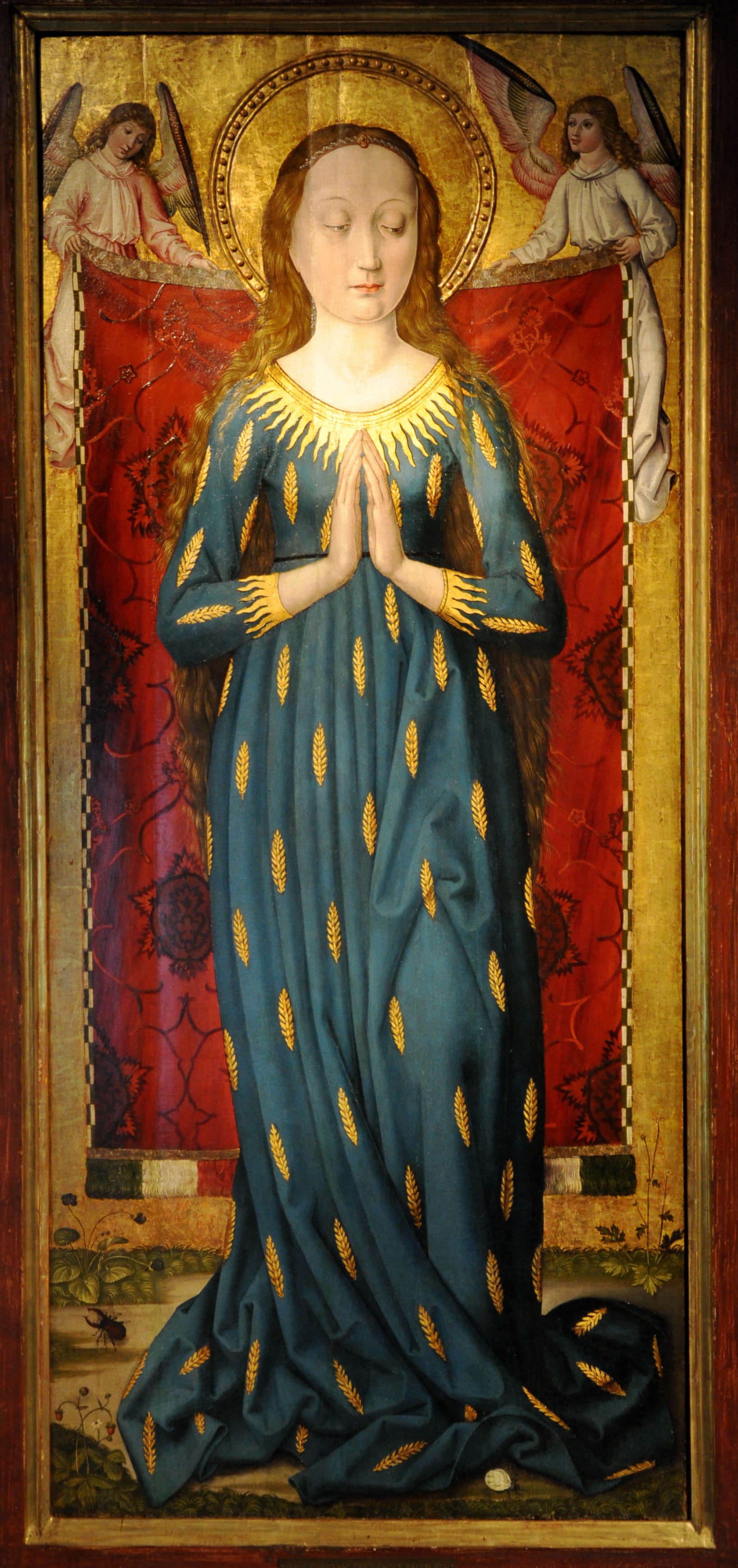
Klasová madona